# Günter Lange (Leichtathletiktrainer)
Günter Lange ist ein deutscher Leichtathletiktrainer.

## Werdegang
Der aus Erkelenz stammende Lange studierte in Aachen Deutsch und Sport für das Lehramt. Der Diplom-Trainer wurde beim Deutschen Leichtathletik-Verband Damen-Bundestrainer für den Bereich Langstrecke. Im Zuge der Sportentwicklungshilfe arbeitete er zeitweilig unter anderem in Brasilien, China, Gambia, Mali und Sri Lanka. Zwei Jahre war er als Nationaltrainer in der Volksrepublik China tätig. 1988 wurde er am Olympiastützpunkt Hamburg tätig. Um den bemängelten Leichtathletikleistungsbereich in Hamburg voranzubringen, erdachte Lange 1991 das Modell eines Vereins (Arbeitstitel: LC Olympia Hamburg), der Spitzensportlern wirtschaftlich und sportlich angemessene Bedingungen schafften sollte.
Im Zeitraum 1993 bis 2013 war er im Auftrag des Auswärtigen Amts in der Sportentwicklungshilfe beschäftigt und wurde im Rahmen dieser Tätigkeit in mehr als 40 Ländern geschickt, darunter Indonesien, Nepal, Thailand, Uganda und Vietnam. Zu seinen Aufgaben gehörte die Aus- und Fortbildung von Trainern. Seine Arbeit in Indonesien trug dazu bei, dass das Land im Mittel- und Langstreckenlauf Medaillen bei Asienmeisterschaften sowie den Südostasienspielen gewann.
Im Sommer 2014 trat er beim Leichtathletikweltverband IAAF eine Stelle an, in der er sich um die Themenbereiche Kampfrichter- und Trainerausbildung sowie Beziehungen zu nationalen Verbänden kümmerte.